# Paul Bloom
Paul Bloom (ur. 24 grudnia 1963 w Montrealu) – kanadyjski i amerykański psycholog, profesor psychologii i kognitywistyki  na Uniwersytecie Yale. Jego badania dotyczą zwłaszcza tego, jak dzieci i dorośli rozumieją świat fizyczny i społeczny, ze szczególnym uwzględnieniem języka, moralności, religii, fikcji i sztuki.

## Życiorys
Bloom pochodzi z rodziny żydowskiej. W 1985 ukończył studia licencjackie z psychologii na Uniwersytecie McGilla. Później studiował w Massachusetts Institute of Technology, gdzie w 1990 obronił doktorat z psychologii kognitywnej. W latach 1990–1999 wykładał psychologię i kognitywistykę na Uniwersytecie Arizony. Od 1999 jest profesorem psychologii i kognitywistyki na Uniwersytecie Yale. W 2002 był profesorem wizytującym w Harris Center for Developmental Studies na Uniwersytecie Chicagowskim. Wykładał również w Towarzystwie Maxa Plancka na Uniwersytecie w Nijmegen (2006) oraz na Uniwersytecie Johnsa Hopkinsa (2007 i 2008). Był również visiting distinguished SAGE fellow w UCSB SAGE Center for the Study of Mind (2010). Od 2003 jest współredaktorem naczelnym czasopisma „Behavioral and Brain Sciences”.
Bloom jest żonaty z psycholożką Karen Wynn, która także jest profesorem psychologii i nauk kognitywnych na Uniwersytecie Yale. Wynn zajmuje się głównie badaniami nad psychologią dziecięcą. Para ma dwóch synów.

## Publikacje

### Książki
- Bloom, P. (1994). Language Acquisition: Core Readings. Cambridge, MA: MIT Press.
- Bloom, P.; Peterson, M.; Nadel, L.; & Garrett, M. (1996). Language and Space. Cambridge, MA: MIT Press.
- Jackendoff, R.; Bloom, P.; & Wynn, K. (1999). Language, Logic, and Concepts: Essays in Honor of John Macnamara. Cambridge, MA: MIT Press.
- Bloom, P. (2000). How Children Learn the Meanings of Words. Cambridge, MA. MIT Press.
- Bloom, P. (2004). Descartes’ Baby: How the Science of Child Development Explains What Makes Us Human. New York: Basic Books.
- Bloom, P. (2010). How Pleasure Works: The New Science of Why We Like What We Like. New York: W. W. Norton & Co.
- Bloom, P. (2013). Just Babies: The Origins of Good and Evil. The Crown Publishing Group.
- Bloom, P. (2016). Against Empathy: The Case for Rational Compassion. Ecco.